# Discopus eques
Discopus eques är en skalbaggsart som beskrevs av Bates 1880. Discopus eques ingår i släktet Discopus och familjen långhorningar. Inga underarter finns listade i Catalogue of Life.